# Биста Благоја Костића
Биста народног хероја Благоја Костића налази се у Лесковцу у насељу Подврце. Аутор бисте је проф. Друшан Николић, вајар из Београда. Откривена је 9. октобра 1953, када је говорио Светозар Крстић.

## Биографија
Благоје Костић, звани Црни Марко је рођен 1919. године у Сувом Долу код Пирота. Био је пекарски радник. Између два рата са породицом је дошао у Лесковац. Септембра 1941. године укључио се у Кукавички партизански одред, кад је именован за десетара, а затим командира. Маја 1943. године је убио немачког инспектора Круља. Погинуо је као командант батаљона "Коста Стаменковић" у борби са четницима Драже Михаиловића код села Барја, 10. децембра 1943. године. За народног хероја проглашен је 5. јула 1952. године.